# Bourgneuf-en-Mauges
Bourgneuf-en-Mauges ([buʁˈnœf ɑ̃ moʒ] ) ist eine Ortschaft und ehemalige französische Gemeinde mit 702 Einwohnern (Stand: 1. Januar 2022) im Département Maine-et-Loire in der Region Pays de la Loire. Sie gehörte zum Arrondissement Cholet. Die Einwohner werden Vinconovéens und Vinconovéennes genannt.
Der Erlass des Präfekten vom 5. Oktober 2015 legte mit Wirkung zum 15. Dezember 2015 die Eingliederung von Bourgneuf-en-Mauges als Commune déléguée zusammen mit den früheren Gemeinden La Pommeraye, Beausse, Botz-en-Mauges, La Chapelle-Saint-Florent, Le Marillais, Le Mesnil-en-Vallée, Montjean-sur-Loire, Saint-Florent-le-Vieil, Saint-Laurent-de-la-Plaine sowie Saint-Laurent-du-Mottay zur Commune nouvelle Mauges-sur-Loire fest.

## Geografie

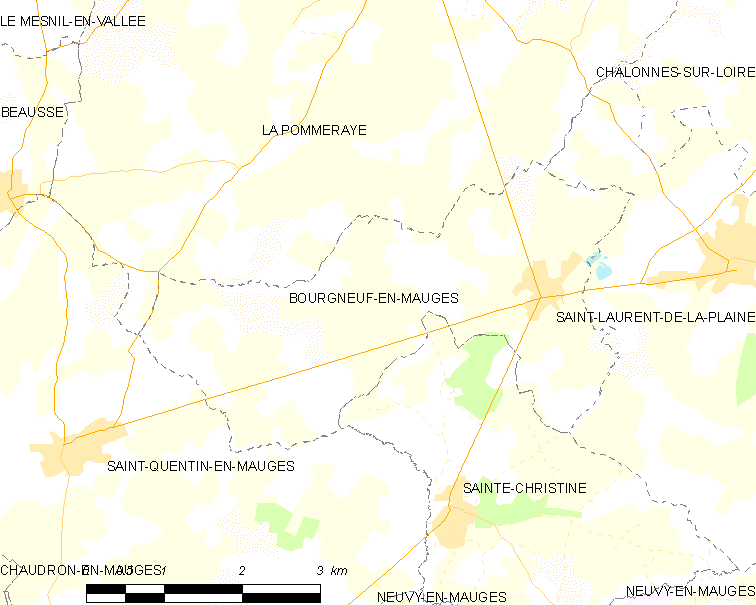
Karte von Bourgneuf-en-Mauges

Bourgneuf-en-Mauges liegt etwa 28 Kilometer südwestlich von Angers, etwa 28 Kilometer nordnordwestlich von Cholet und etwa 55 Kilometer ostnordöstlich von Nantes in der Région naturelle der Mauges, Teil der historischen Provinz des Anjou.
Das Ortsgebiet liegt im Einzugsgebiet der Loire und wird entwässert vom Ruisseau des Moulins, von den zeitweise trockenfallenden Ruisseau de la Brissonière, Ruisseau de Saint-Denis, Ruisseau de la Saucière und vom Flüsschen Juret sowie von kleineren Fließgewässern. Das Bodenrelief zeigt eine hügelige Landschaft mit einer maximalen Erhebung von 152 m im äußersten Westen. Das Ortszentrum liegt auf etwa 110 m.
Umgeben wird Bourgneuf-en-Mauges von zwei Nachbargemeinden und zwei Communes déléguées von Mauges-sur-Loire:
|                      | La Pommeraye (Mauges-sur-Loire)             |                                               |
|                      | Kompassrose, die auf Nachbargemeinden zeigt | Saint-Laurent-de-la-Plaine (Mauges-sur-Loire) |
| Montrevault-sur-Èvre |                                             | Chemillé-en-Anjou                             |

## Geschichte
Die Gemeinde wurde per Dekret vom 17. Mai 1867 aus Teilen der Gebiete von La Pommeraye (710 Hektar) und Saint-Laurent-de-la-Plaine (406 Hektar) gegründet.
Auf dem Ortsgebiet wurde ein großes Beil aus poliertem Stein urgeschichtlichen Ursprungs gefunden. Eine Pfarrgemeinde existierte vermutlich nicht vor dem 14. Jahrhundert. Sie war Sitz einer Komturei des Malteserordens, die seit dem 15. Jahrhundert mit der von Villedieu-la-Blouère zusammengelegt wurde. Der Steuereinzug oblag dem Kommandeur deer Komturei, der gleichzeitig der Lehnsherr war. Am Ende des 18. Jahrhunderts gehörte die Pfarrgemeinde zum Bistum Angers, zum Archidiakonat Outre-Loire, zum Dekanat der Mauges, Élection von Angers sowie zum Einzugsgebiet der Gabelle von Saint-Florent-le-Vieil. Während der Französischen Revolution wurde Bourgneuf nicht im Rang einer eigenständigen Gemeinde geführt, sondern als Ortsteil von Saint-Laurent-de-la-Plaine.

## Bevölkerungsentwicklung
| Bourgneuf-en-Mauges: Einwohnerzahlen von 1866 bis 2020                                                                     | Bourgneuf-en-Mauges: Einwohnerzahlen von 1866 bis 2020 | Bourgneuf-en-Mauges: Einwohnerzahlen von 1866 bis 2020 | Bourgneuf-en-Mauges: Einwohnerzahlen von 1866 bis 2020 | Bourgneuf-en-Mauges: Einwohnerzahlen von 1866 bis 2020 |
| --- | ------------------------------------------------------ | ------------------------------------------------------ | ------------------------------------------------------ | ------------------------------------------------------ |
| Jahr |                                                        |                                                        |                                                        | Einwohner                                              |
| 1866 | 1866                                                   |                                                        | 743                                                    | 743                                                    |
| 1872 | 1872                                                   |                                                        | 706                                                    | 706                                                    |
| 1876 | 1876                                                   |                                                        | 659                                                    | 659                                                    |
| 1881 | 1881                                                   |                                                        | 651                                                    | 651                                                    |
| 1886 | 1886                                                   |                                                        | 627                                                    | 627                                                    |
| 1891 | 1891                                                   |                                                        | 584                                                    | 584                                                    |
| 1896 | 1896                                                   |                                                        | 604                                                    | 604                                                    |
| 1901 | 1901                                                   |                                                        | 599                                                    | 599                                                    |
| 1906 | 1906                                                   |                                                        | 579                                                    | 579                                                    |
| 1911 | 1911                                                   |                                                        | 558                                                    | 558                                                    |
| 1921 | 1921                                                   |                                                        | 518                                                    | 518                                                    |
| 1926 | 1926                                                   |                                                        | 510                                                    | 510                                                    |
| 1931 | 1931                                                   |                                                        | 528                                                    | 528                                                    |
| 1936 | 1936                                                   |                                                        | 524                                                    | 524                                                    |
| 1946 | 1946                                                   |                                                        | 522                                                    | 522                                                    |
| 1954 | 1954                                                   |                                                        | 531                                                    | 531                                                    |
| 1962 | 1962                                                   |                                                        | 538                                                    | 538                                                    |
| 1968 | 1968                                                   |                                                        | 536                                                    | 536                                                    |
| 1975 | 1975                                                   |                                                        | 519                                                    | 519                                                    |
| 1982 | 1982                                                   |                                                        | 591                                                    | 591                                                    |
| 1990 | 1990                                                   |                                                        | 663                                                    | 663                                                    |
| 1999 | 1999                                                   |                                                        | 687                                                    | 687                                                    |
| 2006 | 2006                                                   |                                                        | 690                                                    | 690                                                    |
| 2013 | 2013                                                   |                                                        | 680                                                    | 680                                                    |
| 2020 | 2020                                                   |                                                        | 658                                                    | 658                                                    |
| Quelle(n): EHESS/Cassini bis 1999, INSEE ab 2006 Anmerkung(en): Ab 1962 offizielle Zahlen ohne Einwohner mit Zweitwohnsitz |                                                        |                                                        |                                                        |                                                        |

## Sehenswürdigkeiten
- Pfarrkirche Notre-Dame, 1849 erbaut
- Kapelle Saint-Denis-du-Teil aus dem 15. Jahrhundert
- Gutshof der früheren Komturei aus dem 18. Jahrhundert

Pfarrkirche Notre-Dame
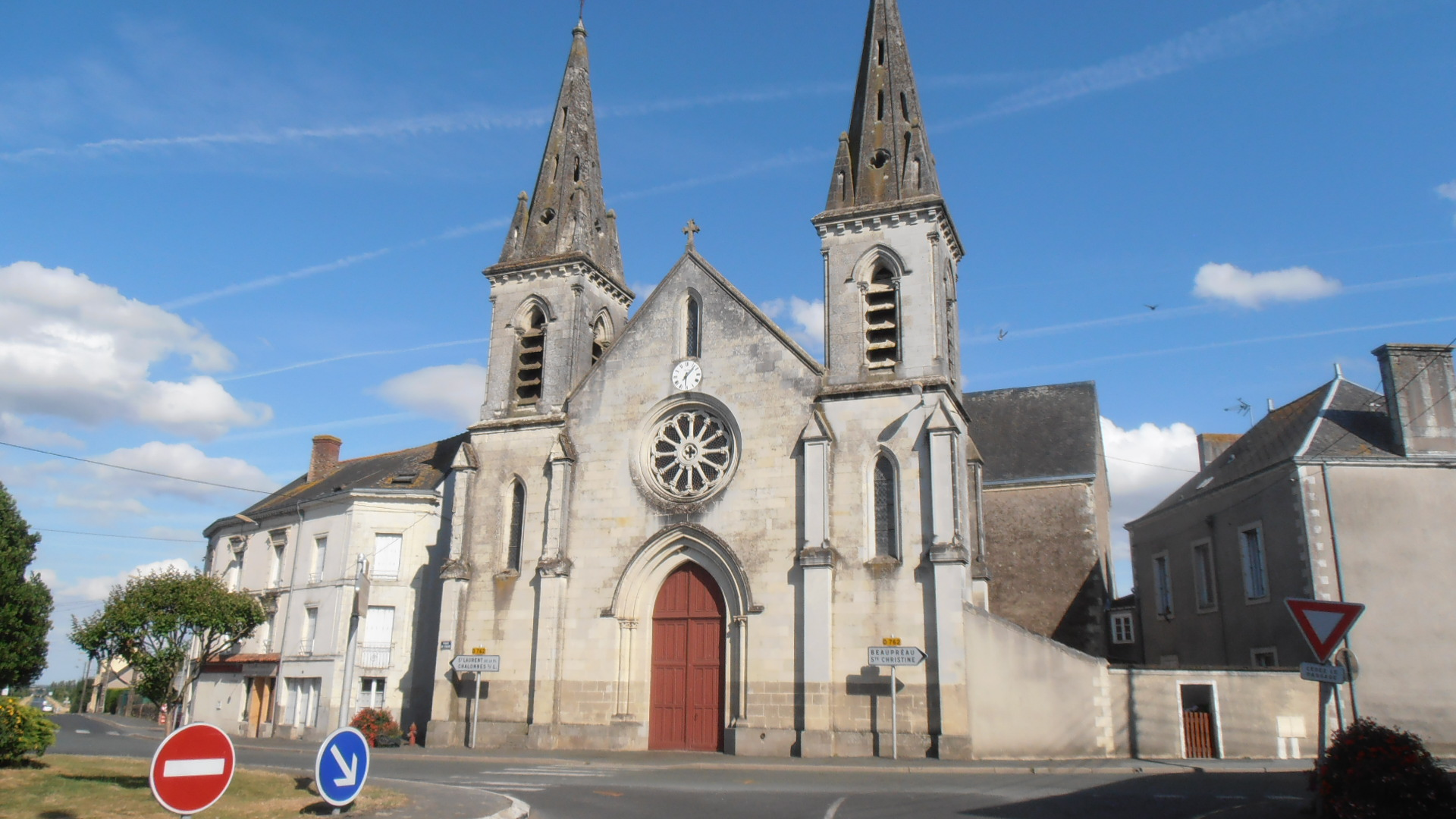
Außenansicht
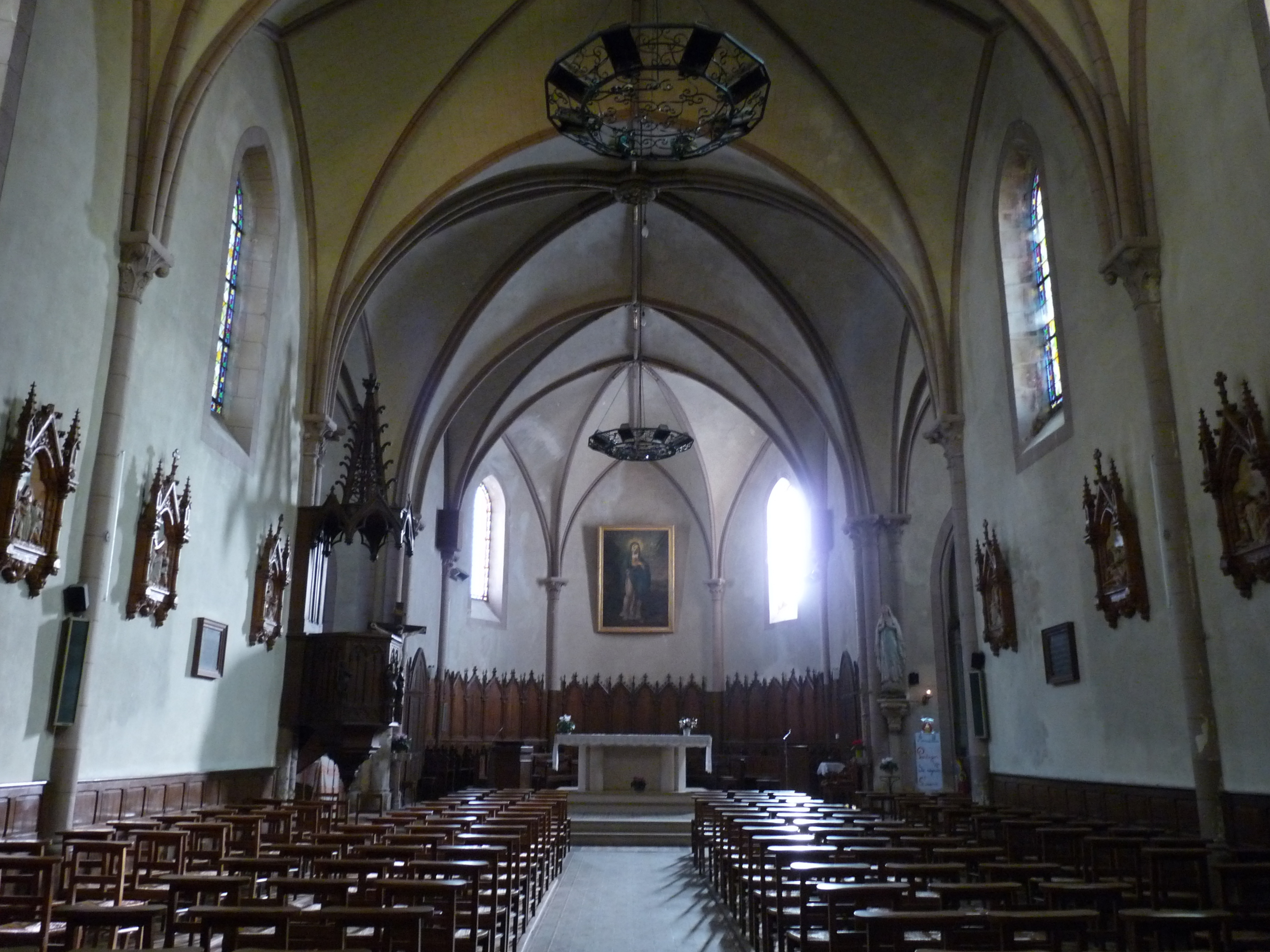
Innenraum
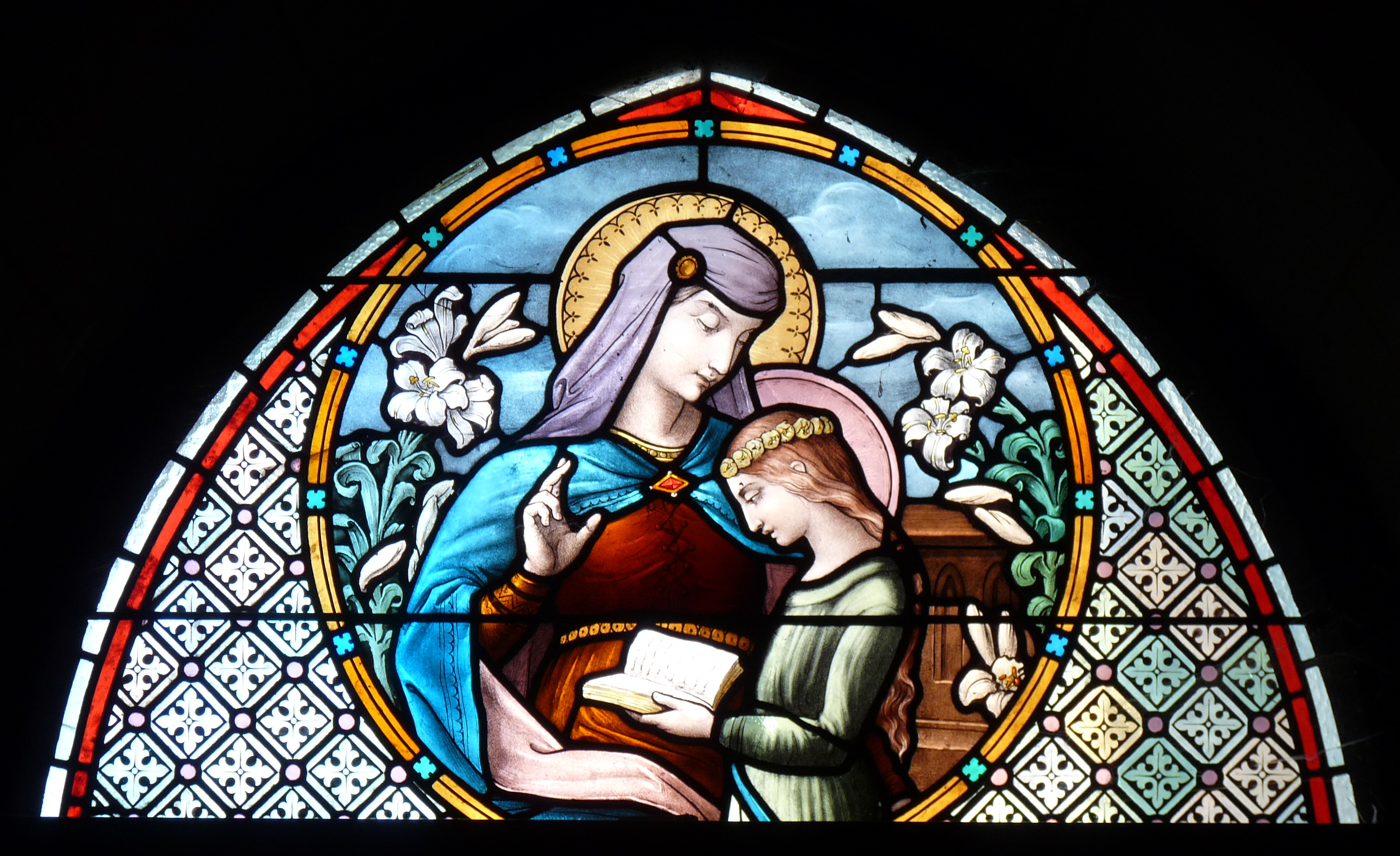
Bleiglasfenster